# Kybernetik zweiter Ordnung
Kybernetik zweiter Ordnung bezeichnet eine progressive intellektuelle Bewegung in der Kybernetik, die auf Heinz von Foerster zurückgeht. Er leitet aus der Erzeugung subjektiver Realitäten im Nervensystem eines Individuums eine Theorie ab, die in ihrer extremen Form als Beobachtung der Beobachtung (Beobachtung zweiter Ordnung) den Begriff einer objektiven Realität eliminiert und stattdessen den „Eigenwert“ des kognitiven Systems als Ergebnis von Rekursionsprozessen beschreibt.
Zumindest aber müsse der Beobachter eines Systems, sofern als Teil dessen aufgefasst, in die Beschreibung und Erklärung des Systems mit einbezogen werden.